# UTC−12:00

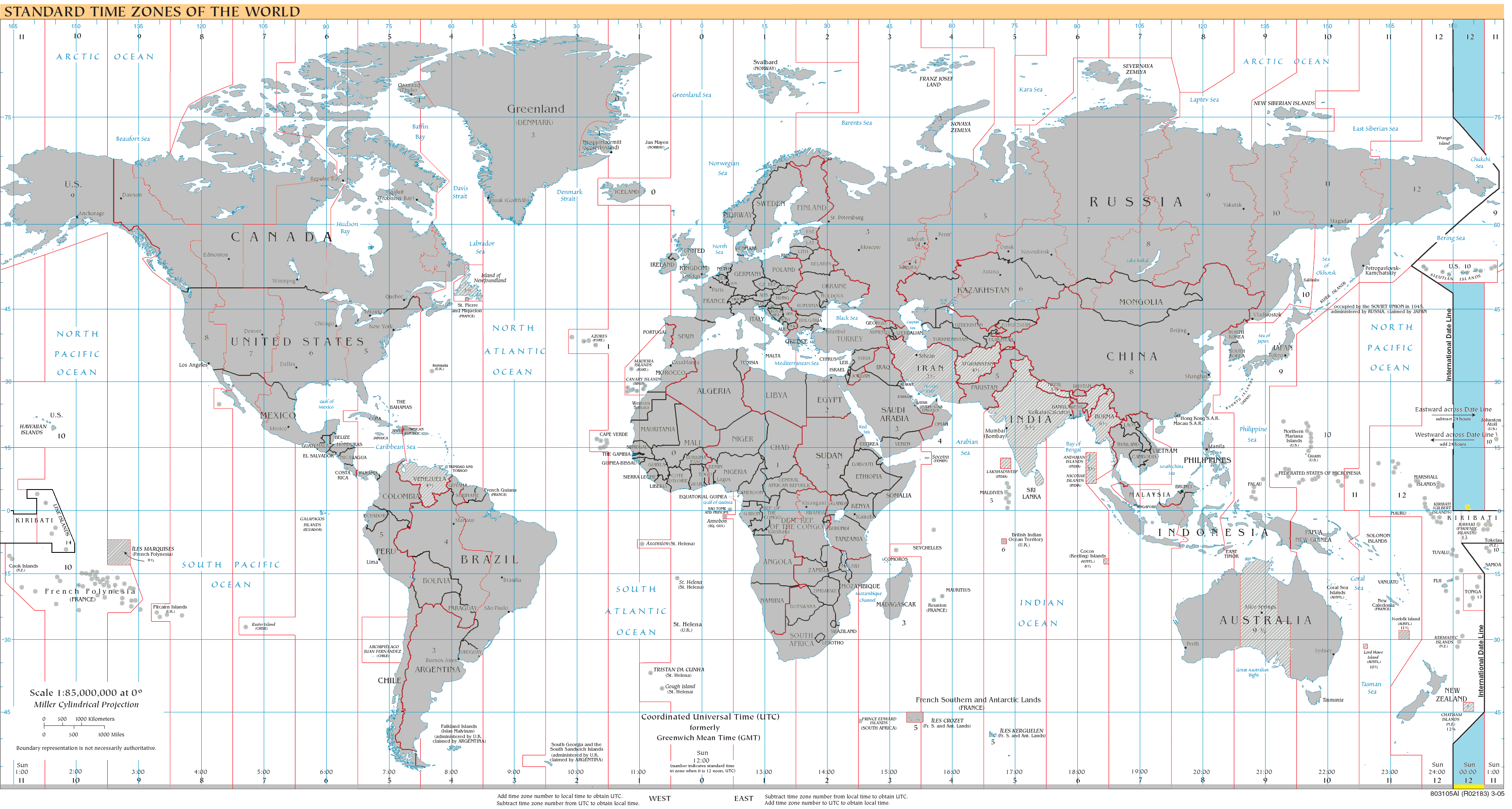
území, kde čas UTC-12 platí celoročně
území, kde čas UTC-12 platí sezónně v zimním období
území, kde čas UTC-12 platí sezónně v letním období
území, kde čas UTC-12 neplatí
mořské plochy spadající do pásma UTC-12
mořské plochy nespadající do pásma UTC-12
Poznámka: Stav k roku 2008

UTC-12:00 je zkratka a identifikátor časového posunu o -12 hodin oproti koordinovanému světovému času. Tato zkratka je všeobecně užívána.
Existují i jiné zápisy se stejným významem:
- UTC-12 — zjednodušený zápis odvozený od základního[1]
- Y — jednopísmenné označení používané námořníky, které lze pomocí hláskovací tabulky převést na jednoslovný název (Yankee).[2]

Zkratka se často chápe ve významu časového pásma s tímto časovým posunem. Odpovídajícím řídícím poledníkem je pro tento čas 180°. Teoretická šířka pásma je atypicky pouze 7½° od 172°30′ západní délky do 180. poledníku, kde na něj navazuje UTC+12:00, přičemž obě pásma odděluje pouze datová hranice, tudíž se mezi sebou liší o jeden den (24:00). V časovém pásmu UTC-12 tak nastává nový den nejpozději na Zemi.

## Úředně stanovený čas
Čas UTC−12:00 je používán na následujících územích.

### Celoročně platný čas
- Bakerův ostrov a Howlandův ostrov (oba pod správou USA v rámci menších odlehlých ostrovů Spojených států amerických) — standardní čas[p 5] platný na těchto neobydlených ostrovech.